# Albany Aerodrome
Albany Aerodrome (engelska: Harry Riggs Albany Regional Airport) är en flygplats i Australien. Den ligger i kommunen Albany och delstaten Western Australia, omkring 380 kilometer sydost om delstatshuvudstaden Perth. Albany Aerodrome ligger 66 meter över havet.
Närmaste större samhälle är Albany, omkring 11 kilometer sydost om Albany Aerodrome. 
Trakten runt Albany Aerodrome består till största delen av jordbruksmark. Runt Albany Aerodrome är det mycket glesbefolkat, med 3 invånare per kvadratkilometer. Genomsnittlig årsnederbörd är 808 millimeter. Den regnigaste månaden är september, med i genomsnitt 134 mm nederbörd, och den torraste är februari, med 12 mm nederbörd.